# Curis-au-Mont-d’Or
Curis-au-Mont-d’Or település Franciaországban, Métropole de Lyon különleges státuszú nagyvárosban (métropole: nagyjából „megyei jogú város”). Lakosainak száma 1186 fő (2022. január 1.). Curis-au-Mont-d’Or Poleymieux-au-Mont-d’Or, Saint-Germain-au-Mont-d’Or, Albigny-sur-Saône, Couzon-au-Mont-d’Or és Neuville-sur-Saône községekkel határos.

## Népesség
A település népességének változása:
| Lakosok száma | 1147 | 1172 | 1200 | 1172 | 1175 | 1179 | 1182 | 1179 | 1186 |
|               | 2013 | 2015 | 2016 | 2017 | 2018 | 2019 | 2020 | 2021 | 2022 |